# Bureau Financieel Toezicht
BFT (Bureau Financieel Toezicht) is de Nederlandse autoriteit voor het financieel-juridisch toezicht . Waar de Autoriteit Financiële Markten en De Nederlandsche Bank toezicht houden op financiële instellingen, houdt het BFT toezicht op de zogenaamde 'vrije beroepen'.
BFT houdt integraal toezicht op notarissen en gerechtsdeurwaarders en toezicht op de naleving van de Wet ter voorkoming van witwassen en financieren van terrorisme (WWFT) door (toegevoegd/kandidaat-) notarissen,  accountants, belastingadviseurs en administratiekantoren. In maart 2025 heeft BFT bijvoorbeeld een notaris ontzet uit zijn ambt omdat hij als executeur een vrij overzichtelijke nalatenschap bijna tien jaar op zijn beloop heeft gelaten. De twee goede doelen, die de erflater tot zijn enige erfgenamen had benoemd, heeft hij nooit geïnformeerd over het openvallen van de nalatenschap.
BFT is een zelfstandig bestuursorgaan. Dit betekent dat de organisatie weliswaar overheidstaken uitvoert, maar niet direct onder het gezag van een ministerie valt.
Het bestuur van het BFT bestaat anno 2025 uit:
- de heer drs. C. Breedveld

- de heer ir. R.P. Lapperre
- mevrouw mr. R.H.M. Jansen MPA